# Мужская сборная Гайаны по баскетболу 3×3
Мужская сборная Гайаны по баскетболу 3×3 представляет Гайану на международных соревнованиях по баскетболу 3×3. Управляющим органом является Федерация баскетбола Гайаны (англ. Guyana Basketball Federation).
По состоянию на 13 сентября 2024, мужская сборная Гайаны по баскетболу 3×3 занимает 125-е место в мировом рейтинге ФИБА мужских сборных по баскетболу 3×3.

## Результаты выступлений
| Турнир                           | Золото | Серебро | Бронза | Всего |
| -------------------------------- | ------ | ------- | ------ | ----- |
| Чемпионат Америки (3×3 AmeriCup) | —      | —       | —      | —     |
| Игры исламской солидарности      | —      | —       | —      | —     |
| Итого                            | —      | —       | —      | —     |

### Чемпионат Америки по баскетболу 3×3 (AmeriCup)
| Год         | Место          | Игры           | Победы         | Поражения      | Состав команды                                                                       |
| ----------- | -------------- | -------------- | -------------- | -------------- | ------------------------------------------------------------------------------------ |
| 2021        | не участвовали | не участвовали | не участвовали | не участвовали | не участвовали                                                                       |
| Майами 2022 | 11             | 2              | 0              | 2              | Delroy Adrian James, Gordon Osmond James, Nikkoloi Asare Smith, Shelroy Oneil Thomas |
| 2023—н. в.  | не участвовали | не участвовали | не участвовали | не участвовали | не участвовали                                                                       |

### Игры исламской солидарности
| Год        | Место          | Игры           | Победы         | Поражения      | Состав команды                                                                          |
| ---------- | -------------- | -------------- | -------------- | -------------- | --------------------------------------------------------------------------------------- |
| 2017       | не участвовали | не участвовали | не участвовали | не участвовали | не участвовали                                                                          |
| Конья 2021 | 9              | 4              | 2              | 2              | Stanton Anthony Junior Rose, Harold Augustus Adams, Nikkoloi Asare Smith, Travis B***** |